# La Recouvrance

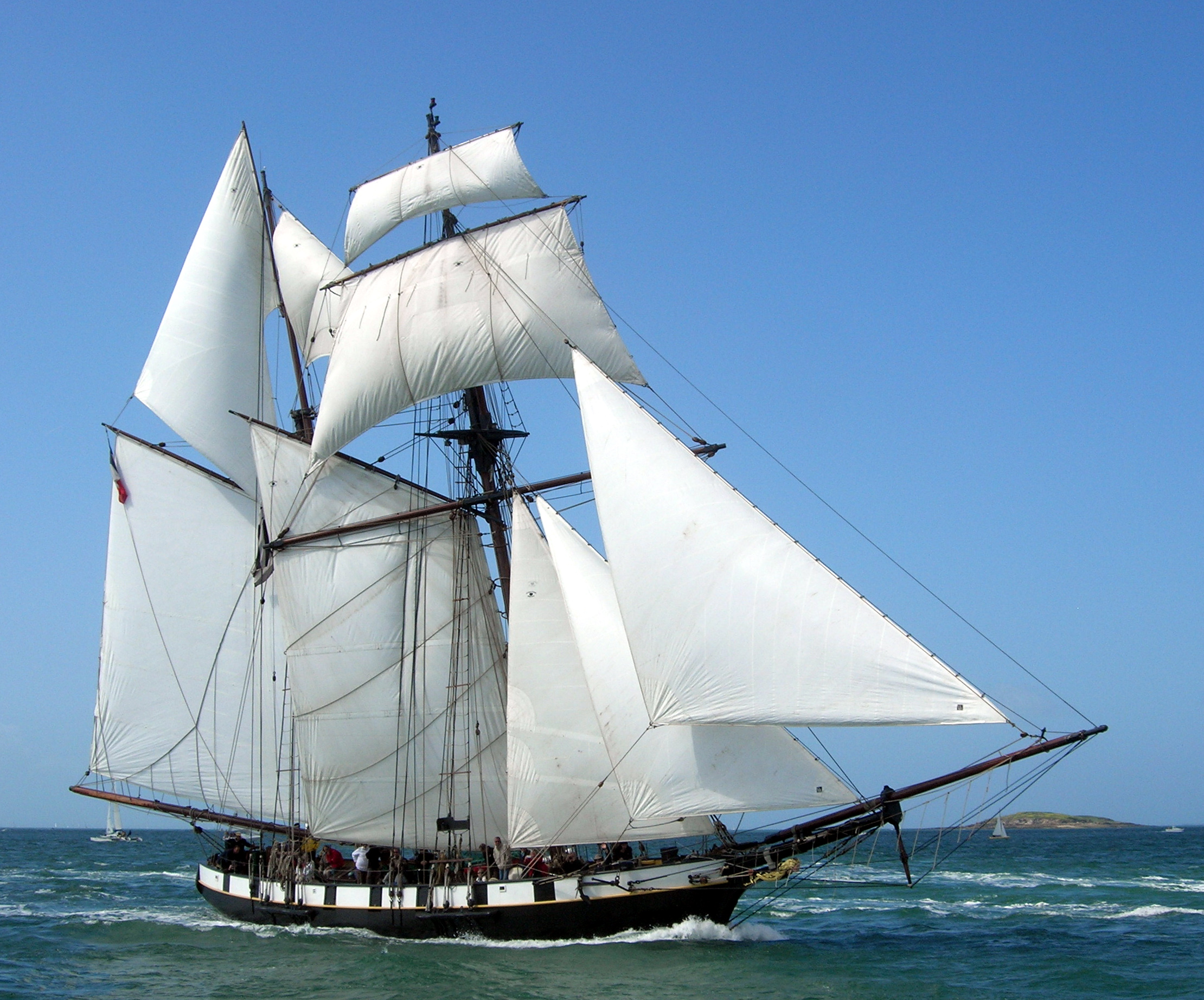
Der Toppsegelschoner La Recouvrance im Golf von Morbihan

Die La Recouvrance ist ein zweimastiger Toppsegelschoner der 1992 in Brest vom Stapel lief. Die endgültige Fertigstellung erfolgte 1993.
Die La Recouvrance ist ein Wahrzeichen der Stadt Brest und wurde nach einem Stadtteil und dem Hafen Brests benannt.
Es handelt sich um einen Nachbau nach den Plänen der Iris-Klasse, die 1817 von dem französischen Marine-Ingenieur Hubert entworfen wurde. Damals wurden fünf Schiffe dieser Klasse gebaut, die im frühen 19. Jahrhundert als Kurierschiffe der französischen Marine dienten. Möglicherweise wurden sie auch benutzt, um Handelsschiffskonvois nach Afrika und Westindien zu begleiten und zu beschützen.

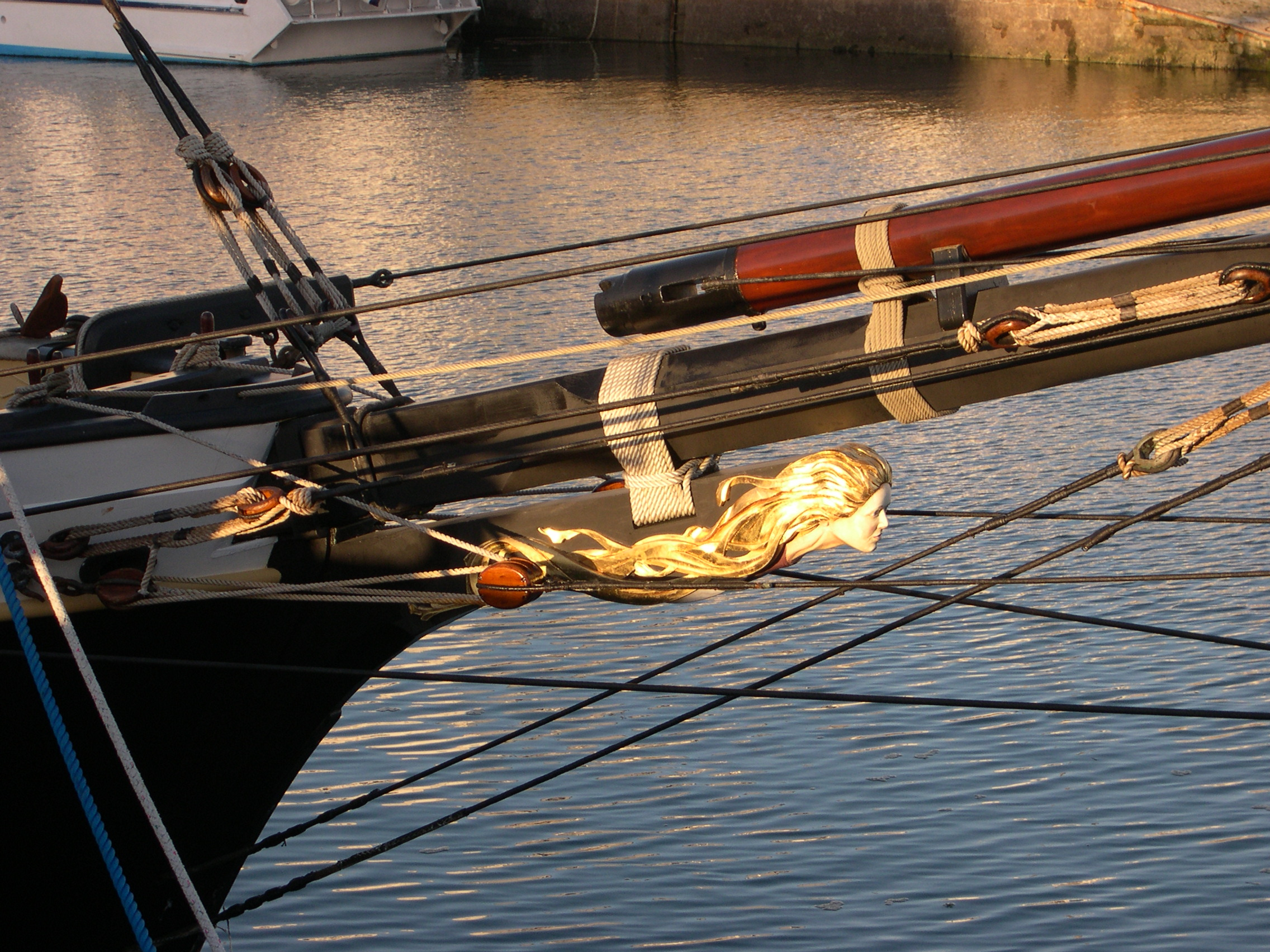
Galion des Schiffes

Die La Recouvrance hat eine Länge über alles von 42 Metern, der Rumpf misst 25 m; größte Breite 6,4 m; Höhe 28 m; Tiefgang 3,2 m. Die maximale Segelfläche beträgt 430 m² und die Verdrängung 150 Tonnen. Die Galionsfigur zeigt einen Frauenkopf, das Heck ist reich verziert.

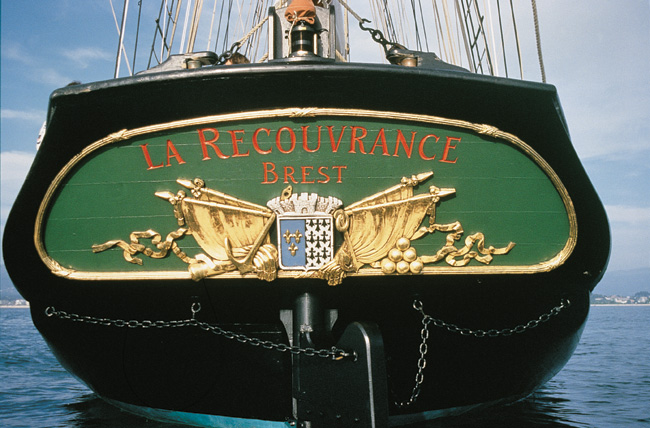
Das Heck

Die La Recouvrance wird für Tages-Törns mit bis zu 25 Passagieren von Brest aus eingesetzt, für längere Fahrten ist die Anzahl der Mitreisenden auf 12 begrenzt.
Sie besucht hin und wieder maritime Veranstaltungen und hat schon viele europäische Häfen angelaufen.